# Segunda estela de Barros

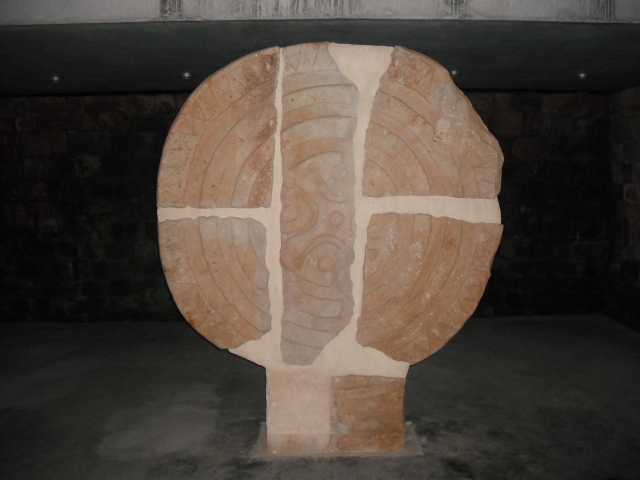
La estela en el Parque de las Estelas en Barros.

La segunda estela de Barros, llamada popularmente La estelona es una estela cántabra discoidea prerromana hallada en Barros (municipio de Los Corrales de Buelna, Cantabria). Tiene 200 cm de diámetro, un ancho de 32 cm y un peso de 3000 kg. Ha sido reconstruida a partir de las cinco piezas encontradas, una como contradintel y el resto como bases de pilares, todas en la ermita de la Rueda. Actualmente se encuentra en el Parque de las Estelas. Su simbología, similar al de otras estelas cántabras, tiene que ver con los cultos de la Edad del Bronce y ha sido modelo, junto a otras estelas, para el escudo de Cantabria y el lábaro cántabro.